# Надкутова кістка
Надкутова кістка — кістка нижньої щелепи в більшості наземних хребетних, крім ссавців. Вона знаходиться зазвичай в задній стороні щелепи, на верхньому краю, і з'єднується з іншими кістками щелепи: зубною кісткою, кутовою кісткою, пластинчастою кісткою, і зчленівною кісткою. Часто є місцем прикріплення м'яза.

## Корисні посилання
- https://web.archive.org/web/20070412124346/http://www.palaeos.com/Vertebrates/Bones/Dermal/MandibularSurangular.html